# Victorius d'Aquitaine
Victorius d'Aquitaine (dit parfois Victor ou Victorin) est un lettré latin né à Limoges en Aquitaine au Ve siècle, auteur d'un Cursus Paschalis sur le comput (457), qui a fait autorité dans les siècles suivants et a inspiré notamment Bède.
Calculateur minutieux, Victorius établit, à la demande de l'archidiacre Hilaire, futur pape, une table pascale à laquelle il joint une chronologie. Il est le premier, en Occident, à utiliser le cycle de dix-neuf ans ainsi que celui de cinq cent trente-deux ans, qu'il fait partir de l'an 28, tenu pour l'année de la Passion du Christ. Il fixe les termes pascals au 18 mars et au 15 avril. À la suite de la décision du concile d'Orléans de 541, l'usage de sa table est rendu officiel. Mais, peu après, la table établie par Denys le Petit lui est préférée.

## Noms alternatifs
Victorius Aquitanus (littéralement, Victor l'Aquitain) est parfois francisé en Victor d'Aquitaine.
Victorius est parfois désigné comme Victorius Aquitanicus ou encore Victorius Marianus.

## Œuvre
La date de Pâques pour les chrétiens a été définie pendant le premier concile de Nicée en 325.
Victorius d'Aquitaine, habile calculateur, fut choisi par le pape saint Léon ou le pape Hilaire, qui n'était alors qu'archidiacre de Rome, pour concilier les calculs de la date de Pâques de l'église d'Alexandrie et ceux de l'église de Rome, et dresser le cycle pascal. Publié en 457, son calendrier pascal entra en vigueur à Rome en 463. Ce calcul de la date de Pâques était basé sur la liste des consuls donnée dans la Chronique de Prosper d'Aquitaine, qui a continué les tables chronologiques du Temporum liber rédigées vers 380 par Jérôme.
Ce cycle est de 532 ans et commence à l'année 28 de notre ère. Il se termine en 559 (Anno Passionis 532, Victorin plaçant l'année de la Passion du Christ en 28 apr. J.-C., ou Anno Domini 28). Pour Victorius, d'après les résultats de ces calculs, au bout de ce cycle de cinq cent trente-deux ans, le jour de Pâques doit recommencer le même jour du mois et de la Lune qu'il s'est trouvé au jour de la mort de Jésus-Christ. Victorius a été le premier à montrer que le cycle lunaire de dix-neuf ans des Grecs était plus sûr que celui de quatre-vingt-quatre ans des Latins. Il multiplia ces dix-neuf ans par les vingt huit ans du cycle solaire pour obtenir la durée du canon pascal de cinq cent trente-deux ans. Il place le début du canon à la mort du Christ sous le consulat des deux Geminus, c'est-à-dire de Caius Fufius et de Lucius Rubellius, qui correspond à l'an 73, soit 28 dans le calendrier actuel.
Son cycle pascal contient huit colonnes :
- la première comprend les noms des consuls,
- la deuxième indique le nombre des années de sa période,
- la troisième donne les années bissextiles,
- la quatrième permet de voir quel jour de la semaine tombe le premier jour de l'an de chaque année,
- la cinquième montre quel quantième de la Lune arrivait en ce même jour,
- la sixième marque le jour de Pâque,
- la septième indique le jour de la Lune où cette fête se célébrait,
- la huitième comporte les indictions.

Ce cycle a été adopté pour toute la Gaule au concile d'Orléans de 541.
Cette détermination a été critiquée par Victor de Capoue qui a publié un grand traité sur la détermination de la date de Pâques.
En 525, Denys le Petit proposa un nouveau cycle qui a été adopté à Rome. Il a placé la date de la naissance du Christ au huitième jour avant les calendes de janvier de l'an de Rome 754.
Pour la première rédaction de la liste des rois de l'Est-Anglie, en 743, les calendriers de Victorius et de Denys le Petit ont été utilisés. Bède le Vénérable, après la publication, vers 725, du traité « De la division du temps » (De ratione temporum), où il commence à compter le temps à partir de la naissance du Christ, va écrire l'Histoire ecclésiastique du peuple anglais vers 731, en utilisant un calendrier inspiré de celui de Denys le Petit.
Le cycle de Victorius d'Aquitaine a continué d'être utilisé en Gaule jusqu'à Charlemagne. Une première lettre envoyée à Charlemagne utilisant le calendrier de Denys le Petit est datée de 773. Il va imposer par la suite le respect du cycle de Denys le Petit, probablement sur le conseil d'Alcuin. Alcuin avait été écolâtre d'York après avoir été l'élève d'Æthelberht d'York, successeur de l'archevêque Egbert d'York, dont Bède le Vénérable avait été un conseiller. Abbon de Fleury semble être le dernier à avoir défendu le cycle de Victorius en Gaule.
L'Histoire littéraire de la France consacre un chapitre à Victorius d'Aquitaine.

## Sources
- Gennadius de Marseille
- Honoré d'Autun
- Cassiodore